# Centre stéréogène
 (décembre 2023).

Deux énantiomères d'un acide aminé générique au stéréocentre.

En stéréochimie, un centre stéréogène d'une molécule est un atome ou groupe d'atomes sur lequel la permutation de deux de ses substituants génère deux stéréoisomères (énantiomères ou diastéréomères),.
Un stéréocentre est géométriquement défini comme un point dans une molécule ; un stéréocentre est généralement mais pas toujours un atome spécifique, souvent du carbone,. Des stéréocentres peuvent exister sur des molécules chirales ou achirales ; les stéréocentres peuvent contenir des liaisons simples ou des liaisons doubles. Le nombre de stéréoisomères hypothétiques peut être prédit en utilisant 2n, n étant le nombre de stéréocentres tétraédriques ; cependant, des exceptions telles que les composés méso peuvent réduire la prédiction en dessous du 2n attendu.
Les centres stéréogènes de type chiral possèdent quatre groupes de substituants différents. Il s'agit d'un sous-ensemble spécifiques des centres stéréogènes car ils ne peuvent avoir qu'une hybridation sp3, ce qui signifie qu'ils ne peuvent avoir que des liaisons simples.

## Nombres de stéréoisomères
Les stéréoisomères sont des composés identiques en termes de composition et de connectivité, mais présentant une disposition spatiale différente des atomes autour de l'atome central. Une molécule possédant plusieurs stéréocentres produira de nombreux stéréoisomères possibles. Dans les composés dont le stéréoisomérie est dû à des centres stéréogéniques tétraédriques (sp3), le nombre total de stéréoisomères hypothétiquement possibles ne dépassera pas 2n, où n est le nombre de stéréocentres tétraédriques. Cependant, il s’agit d’une limite supérieure car les molécules symétriques ont souvent moins de stéréoisomères.
Les stéréoisomères produits par la présence de plusieurs stéréocentres peuvent être définis comme des énantiomères (images miroir non superposables) et des diastéréomères (molécules non superposables, non identiques et sans image miroir). Les énantiomères et les diastéréomères sont produits en raison de configurations stéréochimiques différentes de molécules contenant la même composition et la même connectivité (liaison) ; les molécules doivent avoir plusieurs stéréocentres (deux ou plus) pour être classées comme énantiomères ou diastéréomères. Les énantiomères et les diastéréomères produiront des stéréoisomères individuels qui contribueront au nombre total de stéréoisomères possibles.
Cependant, les stéréoisomères produits peuvent également donner un composé méso, qui est un composé achiral superposable à son image miroir ; la présence d'un composé méso réduira le nombre de stéréoisomères possibles. Puisqu’un composé méso est superposable à son image miroir, les deux « stéréoisomères » sont en réalité identiques. En conséquence, un composé méso réduira le nombre de stéréoisomères en dessous de la quantité hypothétique de 2n en raison de la symétrie.

## Configuration
Un centre chiral est un type de stéréocentre. Il est défini comme un atome contenant un ensemble de quatre ligands différents (atomes ou groupes d'atomes) dans un arrangement spatial non superposable à son image miroir. Les centres de chiralité doivent être hybridés sp 3, ce qui signifie qu'un centre chiral ne peut avoir que des liaisons simples. En chimie organique, un centre de chiralité fait généralement référence à un atome de carbone, de phosphore ou de soufre, bien qu'il soit également possible que d'autres atomes soient des centres de chiralité, en particulier dans les domaines de la chimie organométallique et inorganique.

### Sur carbone
Un atome de carbone attaché à quatre groupes substituants différents est appelé atome de carbone asymétrique ou carbone chiral. Les carbones chiraux sont le type de centre de chiralité le plus courant.

### Sur d'autres atomes
La chiralité ne se limite pas aux atomes de carbone, bien que les atomes de carbone soient souvent des centres de chiralité en raison de leur omniprésence en chimie organique. Les atomes d'azote et de phosphore peuvent également former des liaisons dans une configuration tétraédrique. Un azote dans une amine peut être un stéréocentre si les trois groupes attachés sont différents parce que la paire électronique de l'amine fonctionne comme un quatrième groupe. Cependant, l'inversion de l'azote, une forme d'inversion pyramidale, provoque une racémisation, ce qui signifie que les deux épimères de cet azote sont présents dans des circonstances normales. La racémisation par inversion de l'azote peut être restreinte (comme les cations ammonium quaternaire ou phosphonium), ou lente, ce qui permet l'existence d'une chiralité.